# شث جلدي
شث جلدي (الاسم العلمي:Dodonaea coriacea) هو نوع من النباتات يتبع جنس الشث من الفصيلة الصابونية.